# Захбейка
Захбе́йка, Загбея (бел. Захбе́йка) — озеро на территории Витебского района (Витебская область, Белоруссия) в бассейне реки Лужесянка. Расположено в 25 км на северо-восток от Витебска, в 2 км на восток от деревни Ходорово.
Площадь поверхности озера составляет 0,26 км², площадь водосбора — 2,14 км², длина — 1,3 км, наибольшая ширина — 0,28 км, длина береговой линии — 2,94 км. Наибольшая глубина 8,7 м, средняя — 4,2 м. Объём воды в озере — 1,09 млн м³.
Котловина озера Захбейка ложбинного типа, вытянута с юго-запада на северо-восток. Склоны котловины песчаные высотой 2,5—3 м, пологие, песчаные, покрытые лесом; на севере и юге невыраженные. Береговая линия слабоизвилистая. Высота берегов 0,3—0,5 м. Берега торфянистые (на северо-востоке песчаные), поросшие лесом и кустарником.
Литораль озера крутая и узкая. Глубины до 2 метров занимают около 23 % площади озера. Дно песчаное до глубины 2,5—3 м, глубже покрыто кремнезёмистым сапропелем.
На озере Захбейка расположен остров площадью около 0,4 га.
Озеро эвтрофное, слабопроточное (в половодье соединено ручьём с озером Вымно). Минерализация воды составляет 60—90 мг/л, прозрачность — 1 м.
Прибрежная растительность занимает полосу 10—20 м до глубины 2 м.
В озере водятся щука, лещ, окунь, плотва, ёрш.